# Major Służby Więziennej
Major Służby Więziennej (mjr SW) – stopień w Służbie Więziennej, odpowiednik stopnia majora w Siłach Zbrojnych RP.
Wzory dystynkcji majora SW zostały określone w rozporządzeniu ministra sprawiedliwości z dnia 7 lutego 2011 w sprawie umundurowania funkcjonariuszy Służby Więziennej.